# 藤原俊仁
藤原 俊仁（ふじわら の としひと）は、田村語り並びに坂上田村麻呂伝説に登場する伝説上の人物。文献によっては、田村俊仁などとも記されている。御伽草子では近江国見馴川で倉光・喰介という2匹の大蛇を退治して将軍となり、妻の照日御前を拐った陸奥国高山の悪路王を討伐、唐土を従えようと海を渡るも不動明王に敗れて横死した。
ここでは「藤原利仁伝説」も記述する。

## 概要
モデルとなった人物は鎮守府将軍・藤原利仁（ふじわら の としひと）とされ、利仁にまつわる数々の伝説が大納言・坂上田村麻呂へと引き寄せられる形で御伽草子『鈴鹿の草子（田村の草子）』などの田村文芸に継承されたことで伝説上の人物としての藤原俊仁が誕生した。
室町時代の御伽草子では「としひと」の名前は田村丸俊宗の父・藤原俊仁（もしくは田村俊仁）として田村麻呂と親子関係で登場するが、それらを底本として江戸時代に成立した奥浄瑠璃『田村三代記』では藤原俊仁の物語上の役割が田村利光（たむら の としみつ）という人物名で引き継がれたため「としひと」の名前は利光の子・坂上田村丸利仁として継承された。

## 藤原利仁伝説

### 平安時代
『今昔物語集』巻14に「心猛クシテ、其ノ道に達セル者ニテ」とあり、文徳天皇の時代に鎮守府将軍の利仁が新羅征討を命じられるも、新羅側はそれを事前に察知して唐の法全阿闍利という「止事無キ聖人」を呼び、唐に留学中だった円珍が調伏をしたため、遠征の途中で利仁は頓死した。末尾には「糸、只人ニモ非ズトナム思ユル」とある。『打聞集』や『古事談』にも『今昔物語集』と同系統の説話が記載されており、新羅征討の説話が成立した院政期には英雄的武人としての利仁の原型が出来上がっていた。利仁による新羅征討の説話は、御伽草子での俊仁将軍による唐土征討の物語の骨格となった。しかし利仁は文徳天皇の時代の人物ではなく、鎮守府将軍は陸奥の防備が仕事であり、利仁の確実な記録が早くに失われたことから作られた説話とされている。『古事談』では宇多天皇の時代の出来事として再録された。
同じく『今昔物語集』巻26では、利仁が五位の者に芋粥を食べさせようと京都から敦賀の舘へ連れ帰った説話も記されており、その人物像は途中で出会った狐さえ服従させるほど威勢のよい豪気の人物であったとして知られている。利仁の祖父・藤原高房は越前守を歴任しており、利仁の母は越前の秦豊国の娘と伝わる。越前国敦賀の豪族・藤原有仁（忌部姓?）の娘婿にもなっていたなど、御伽草子などで俊仁将軍が悪路王の居城へと向かう場面で地獄龍という名前の龍の駒に乗るも、悪路王のいる越前へ向かって飛んだ背景には、利仁と越前敦賀が深い関係にあったことがあげられる。

### 鎌倉時代
利仁は、坂上田村麻呂・藤原保昌・源頼光とともに中世の伝説的な武人4人組の1人とされていた。鎌倉時代に成立した『平家物語』では、源義仲（木曽義仲）について「田村・利仁・余五将軍（平維茂）・致頼・保昌・頼光・義家とくらべて遜色ない」とされ、歴代名将のはじめに田村麻呂、続けて利仁という並びで置かれている。『保元物語』や『義経記』などの軍記物語にもこれと類似する記述があり、『保元物語』では「古その名聞し田村・利仁が鬼神をせめ、頼光・保昌の魔軍を破りしも、或は勅命をかたどり、或は神力をさきとして、武威の誉を残せり」と、蝦夷征討という史実から離れ、田村麻呂と利仁の伝説が結合して鬼神退治の英雄として記されていく。
『吾妻鏡』では源頼朝が奥州合戦の帰途に立ち寄った田谷窟で、田村麻呂と利仁が悪路王を討伐したと教えられたとある。2人は同じ時代の人物ではなく、悪路王も実在した可能性がほぼないものの、頼朝の段階で利仁が傑出した屈強な武人であったという印象が伝えられていた。御伽草子で藤原俊仁が悪路王を討伐する物語の起源は『吾妻鏡』となる。

### 室町時代
『義経記』巻第2では、「本朝の武士は坂上田村丸はこれを読み伝えてあくじの高丸（悪事の高丸）を取り、藤原利仁はこれを読みて、赤頭の四郎将軍を取る」と、周の太公望撰とされる六韜という兵法書を読むことで田村麻呂と利仁は名を挙げたと脚色された。幸若舞『未来記』では坂上李人（さかのうえ の りじん）として同一人格であるかのように融合し、李人の子と思われる田村丸が奈良坂のかなつぶてと鈴鹿山の立烏帽子を討伐したと語られ、御伽草子『鈴鹿の草子（田村の草子）』と同系統のあらすじが出来上がっていた。
室町時代の成立とされる『鞍馬蓋寺縁起』は御伽草子の登場人物・藤原俊仁に多大な影響を与えた。鎮守府将軍・藤原利仁が宣旨により、下野国の蔵宗・蔵安を頭目とする群盗討伐に出陣する時、鞍馬山に参籠して退治することに成功した。そこで鞍馬山に毘沙門天像を造顕して開眼供養し、剣を納めたとある。盗賊の蔵宗・蔵安を討伐した説話が、御伽草子などで俊仁将軍が退治した大蛇の倉光・ 喰介へと繋がり、鞍馬山の毘沙門天の加護と給った剣で奥州の悪路王を討つ原点となった。

## 御伽草子

### 誕生
俊重将軍の子・俊祐は50歳になっても子供がおらず、心にかなう妻子を求めて上洛すると、あるとき嵯峨野で出会った天女の化身と契りを結ぶ。身籠った妻は3年間胎内に宿したのち、7日間は産屋に近づかないよう言い残した。しかし7日目に約束を破って産屋を覗くと、妻は100尋あまりの大蛇の姿となり、2本の角の間に美しい赤子をのせ、紅色の舌でねぶって遊ばせていた。8日目に産屋から出てきた妻は、約束を破ったのでこの子は日本の主にはならないが、天下の大将軍になる、名を日龍丸（にちりゅうまる）とせよ、自分は益田ヶ池の大蛇であると告げて去った。

### 大蛇退治
日龍丸は3歳のときに父・俊祐と死別し、7歳のときに御門から近江国見馴川で倉光・ 喰介という2匹の大蛇を退治せよと大事の宣旨が下った。2匹の大蛇は日龍丸の伯父を名乗るが、家宝の角突弓に神通の鏑矢で退治した。大蛇を討って凱旋した日龍丸に将軍の宣旨が下って俊仁将軍と名乗った。

### 御門の嫉妬
17歳になった俊仁は天下の美女という堀川中納言の娘・照日御前を見初めて契りを結ぶも、それを知った帝が嫉妬して伊豆へ流罪となった。遠流の途中、瀬田の唐橋の上で橋桁を強く踏み鳴らし、見馴川で退治した大蛇の魂魄に向け、都に上がって心のままにせよと呼びかけた。すると都では異変が続き、帝が天文博士に占わせたところ、俊仁将軍を都に戻さなければ異変は鎮まらないという。俊仁は都に帰ることを許され、大蛇は鎮まり、照日御前と再び契りを結んで2人の娘が生まれた。

### 悪路王討伐
ある時、内裏に参内していると辻風が照日御前を天に吹き上げた。俊仁は嘆いたが、夢に3人の童子が現れて愛宕山へ向かうよう告げられる。さっそく愛宕山に登ると恐惶坊という老僧に迎えられ、帰り道に不思議な事があるだろうと教わった。大きな伏木の橋を渡ると俊仁の母の妹だという大蛇が現れ、妻を拐ったのは陸奥国高山の悪路王という鬼で、鞍馬山の毘沙門天に頼めと告げる。大蛇は成仏できないと言うので1000人の僧で法華経1万部供養で弔った。
鞍馬山に21日間籠った俊仁は毘沙門天から剣を授かり、二条大将の姫君や三条中納言の北の方など、妻子を失った者が他にもいたため、彼らを連れて陸奥国へと出発した。途中、陸奥国初瀬郡田村郷に着いたが、そこで賤女と一夜の契りを交わし、形見として一本の鏑矢を置いて悪路王討伐へと向かった。
悪路王の鉄の居城に向かうと、美濃国より拐われた少女が馬飼の女房として東門を守らされていた。悪路王が留守の間に帰れと言われるも、居城に入る方法を尋ねると、悪路王に飼わされている地獄龍という龍の駒に乗って向かうのだと少女から教わる。さっそく地獄龍に乗ると悪路王のいる越前へと飛んだため、毘沙門天の剣で地獄龍を鎮めて引き返させ、居城にたどり着いた。城門は閉まっていたが、鞍馬の神仏に祈ると門が開き、内側に大勢の女性がいたが、三条北の方と照日御前はいなかった。話を聞くと三条北の方は数日前に鬼の餌食となって首だけが残っていた。大きな桶に人間が鮨に漬けてあり、稚児が串刺しにされ、尼法師の首が数珠のようにつないであり、城の中は地獄のような光景であった。
そこへ空が曇り悪路王が帰ってきたので、鬼達と対峙した俊仁は毘沙門の剣を投げて悪路王や鬼達の首を落とした。拐われた多くの男女と共に照日御前を助けだし、俊仁はみなを連れて都へと帰った。

### 父子の名乗り
田村郷では一夜の情けを掛けた女性が懐妊し、産まれた男子は臥（ふせり）と名づけられた。臥殿は10歳の時に形見の鏑矢を持って上洛し、俊仁と父子の対面を果たすと名を田村丸と改め、元服して稲瀬五郎坂上俊宗と名乗った。

### 俊仁の横死
俊仁が55歳のときに唐土を従えようと考え、3000叟の船に50万騎を従えて攻め、渡海した印として神通の鏑矢を天に射ると7日7夜に渡って鳴り響いた。しかし恵果和尚が不動明王と矜羯羅、制多迦を引き連れると、不動明王は金剛童子を日本へと派遣し、自らも日本に渡って「自分を勝たせるなら日本の仏法の守り神となろう」と毘沙門天に誓った。すると俊仁の毘沙門天の剣は光を失って折れ、不動明王の降魔の利剣が俊仁の首を落とした。

## 奥浄瑠璃版
江戸時代の東北地方で語られた『田村三代記』では、室町時代の『田村の草子』など御伽草子系にはない田村利光による「御狩」が描かれる。『田村三代記』は第一群、第二群、第三群に分類され第一群は悪路王捜索の山狩りが主体となり、中世的説話を色濃く伝え、御伽草子からの古態を残す写本群となる。第二群では第一群にはない「将軍巻狩の段」や「塩竈神社の縁起」などが挿入され、七ツ森での壮大な巻狩が描かれる。どちらも御狩を通して「悪玉との契り」がもたらされる点は共通する。
第二群の御狩には歴史的出来事が反映された。天正19年（1591年）正月9日に奥州仕置を成し遂げた豊臣秀次の軍勢が帰途のおり、七ツ森で御狩をおこなったと『伊達成実記』に記され、近世東北の史実や江戸時代初期の文芸趣向を反映していることがわかる。また慶安3年（1650年）に伊達忠宗が片倉重長と行った蔵王山の巻狩で活躍した片倉良種の姿は、『田村三代記』の御狩で活躍する霞源太を彷彿とさせる。良種の出自は田村丸伝承を携えた田村氏出身である。